# NGC 1059
NGC 1059 je dvostruka zvijezda u zviježđu Ovnu.

## Vanjske poveznice
- SEDS: NGC 1059